# Johan Verminnen
Johan Maurits Verminnen (Wemmel, 22 mei 1951) is een Belgische liedjesschrijver en zanger. Zijn bekendste liedjes zijn Ieder met zijn vlag (1970), Laat me nu toch niet alleen (1973), Brussel (1976) en  In de Rue des Bouchers (1979).

## Biografie
Verminnen werd geboren als jongste in een gezin van vijf kinderen en groeide op in Wemmel, net ten noorden van Brussel. Hij volgde secundair onderwijs aan het Sint-Pieterscollege in Jette.
Al van jongs af aan wilde Verminnen zanger worden. Eerste ruimere bekendheid verwierf hij dankzij een televisie-optreden in het programma Ontdek de ster in 1969, en zijn eerste plaat verscheen in 1971. In zijn beginjaren werkte hij nauw samen met Will Tura en Raymond Van het Groenewoud (als pianist). Zijn debuutsingle was Ieder met zijn vlag (1970).

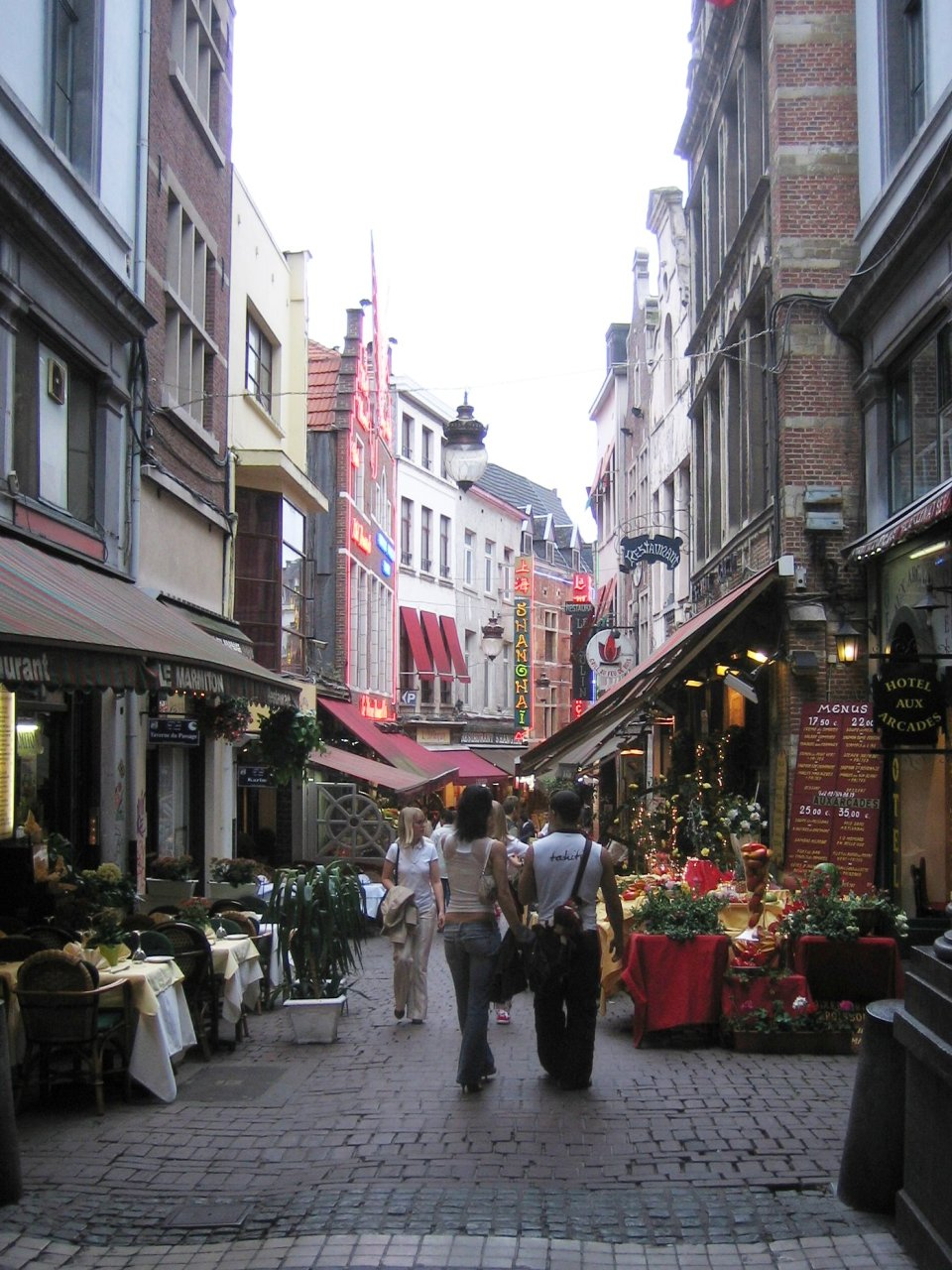
De toeristische rue des Bouchers in Brussel, thema van een van Verminnens bekendste liedjes

Vaak is Brussel het thema of de inspiratiebron van Verminnens chansons, een stad waar hij zich nauw mee verbonden voelt. Een van zijn bekendste liedjes en tegelijk een klassieker op feest- en dansgelegenheden, is In de Rue des Bouchers uit 1979 (in het Nederlands Beenhouwersstraat, de bekendste horecastraat in het centrum van Brussel). Nochtans is dit nummer minder representatief voor Verminnens werk (het is in het Brussels dialect gezongen en heeft een volks, feestelijk ritme). Het is in Vlaanderen minder bekend dat Verminnen ook heel wat Franstalige liederen opnam en daardoor ook in de Franstalige wereld enige bekendheid geniet.
Verminnen heeft zich ingespannen voor een aangepast economisch en juridisch statuut voor kunstenaars en richtte in 1992 mee de belangenvereniging Zamu voor zangers en muzikanten op. Tussen 2007 en 2014 was Verminnen gedelegeerd bestuurder van de Nederlandstalige vleugel van auteursrechtenvereniging Sabam, waar hij sinds 1998 al in de raad van bestuur zat. In 2014 werd hij voorzitter van de raad van bestuur van de vereniging. In 2016 kondigde hij zijn afscheid uit deze functie aan.
Verminnen trouwde in 1986 met fotomodel Catherine Mattelaer, en een jaar later werd hun dochter Pauline geboren, waaraan hij een gelijknamig lied wijdde (1988). Tegenwoordig woont Verminnen in Hansbeke, een deelgemeente van Deinze.
In 1991 zong hij Sorry dat ik besta, een lied over homoseksualiteit van Annie M.G. Schmidt en Harry Bannink. De opname was onderdeel van het televisieprogramma "Een nieuwe jas", een hommage aan de tachtigjarige Annie M.G. Schmidt.
In 2004 schreef Verminnen een boek over zijn moeder: Prinses van het Pajottenland. In 2006 verscheen van zijn hand het boek De laatste boot, en in 2007 Van Brussel naar de wereld (in het kader van zijn nieuwe theatertournee). Deze drie boeken werden vergezeld van een speciaal opgenomen cd.
Ter gelegenheid van zijn zeventigste verjaardag bracht Verminnen in 2021 de verzamelbox 70 uit, bestaande uit vier cd's. Ook nam hij twee duetten op met Peter Koelewijn.
In 2025 plant hij een laatste cd en een afscheidstournee.

## Trivia
- Verminnen heeft samen met een hoop andere Bekende Vlamingen een cameo in het Suske en Wiske-album De Krimson-crisis (1988) waarin hij meevecht tegen Krimson.
- Chris Van den Durpel heeft Verminnen geïmiteerd. Hij maakte een "typetje" van hem.
- In 2001 werd zijn nummer Laat me nu toch niet alleen opgenomen in De Eregalerij van de Vlaamse klassiekers van Radio 2. In 2015 gebeurde dit ook met zijn nummer Mooie dagen.
- In 2005 werd hij opgenomen in de Radio 2 Eregalerij voor een leven vol muziek.
- Johan Verminnen is een groot bewonderaar van Jacques Brel en presenteerde hem in 2005 als top 10-kandidaat voor de titel De Grootste Belg. Zelf eindigde Verminnen in die verkiezing op nr. 317, buiten de officiële nominatielijst.

## Hitlijsten

### Albums
| Album met hitnotering(en) in de Vlaamse Ultratop 200 albums | Datum van verschijnen | Datum van binnenkomst | Hoogste positie | Aantal weken | Opmerkingen   |
| ----------------------------------------------------------- | --------------------- | --------------------- | --------------- | ------------ | ------------- |
| Suiker en zout                                              | 1996                  | 05-10-1996            | 23              | 3            |               |
| Vroeger en later                                            | 1999                  | 09-10-1999            | 44              | 1            |               |
| Hartklop                                                    | 2005                  | 08-10-2005            | 53              | 6            |               |
| 60: 60 jaar - 60 liedjes                                    | 2010                  | 23-10-2010            | 28              | 8            | Verzamelalbum |
| Verminnen verzameld                                         | 2012                  | 24-11-2012            | 35              | 18           | Verzamelalbum |
| De eerste jaren (1970-1986)                                 | 2012                  | 01-12-2012            | 180             | 1            | Verzamelalbum |
| Stemmen                                                     | 2014                  | 03-01-2015            | 156             | 2            |               |
| Tussen een glimlach en een traan                            | 2016                  | 23-04-2016            | 16              | 27           |               |
| Plankenkoorts - Live 2017                                   | 2017                  | 07-10-2017            | 126             | 2            | Livealbum     |
| En daarna ga ik vissen                                      | 2019                  | 12-10-2019            | 61              | 4            |               |
| 70                                                          | 2021                  | 27-03-2021            | 6               | 18           | Verzamelalbum |

### Singles
| Single met eventuele hitnotering(en) in de Nederlandse Top 40 | Datum van verschijnen | Datum van binnenkomst | Hoogste positie | Aantal weken | Opmerkingen |
| ------------------------------------------------------------- | --------------------- | --------------------- | --------------- | ------------ | ----------- |
| 'k Voel me goed                                               | 1981                  | 21-11-1981            | tip13           | -            |             |

| Single met hitnotering(en) in de Vlaamse Ultratop 50 | Datum van verschijnen | Datum van binnenkomst | Hoogste positie | Aantal weken | Opmerkingen                                         |
| ---------------------------------------------------- | --------------------- | --------------------- | --------------- | ------------ | --------------------------------------------------- |
| Ik wil zo graag de wereld zien...                    | 1986                  | 08-02-1986            | 37              | 3            | Nr. 2 in de Vlaamse Top 10                          |
| Paulien                                              | 1988                  | 14-05-1988            | 39              | 1            | Nr. 1 in de Vlaamse Top 10                          |
| Tussen een glimlach en een traan                     | 2016                  | 23-04-2016            | tip3            | -            | Nr. 3 in de Vlaamse Top 50                          |
| Lampedusa                                            | 2016                  | 14-05-2016            | tip             | -            |                                                     |
| Is er een dokter?                                    | 2016                  | 16-07-2016            | tip27           | -            | Nr. 17 in de Vlaamse Top 50                         |
| Het meisje aan de balie heette Lente                 | 2016                  | 20-08-2016            | tip45           | -            | Nr. 22 in de Vlaamse Top 50                         |
| Alle dromen zijn van ons                             | 2016                  | 26-11-2016            | tip32           | -            | Nr. 15 in de Vlaamse Top 50                         |
| Gewoon een lentedag                                  | 2019                  | 08-06-2019            | tip             | -            | Nr. 34 in de Vlaamse Top 50                         |
| Ik weet het niet                                     | 2019                  | 12-10-2019            | tip             | -            | Nr. 31 in de Vlaamse Top 50                         |
| Een eiland vol eenzaamheid                           | 2020                  | 28-03-2020            | tip             | -            | met Lieven Coppieters / Nr. 41 in de Vlaamse Top 50 |
| Je wordt ouder papa                                  | 2021                  | 29-05-2021            | tip50           | -            | met Peter Koelewijn / Nr. 21 in de Vlaamse Top 50   |
| Laat me nu toch niet alleen                          | 2021                  | 29-05-2021            | tip             | -            | met Peter Koelewijn / Nr. 33 in de Vlaamse Top 50   |

## Discografie

### Singles
- Ieder met zijn vlag (1970)
- Marionet (1971, Nr. 8 in de Vlaamse Top 10)
- Laat me nu toch niet alleen (1973, Nr. 3 in de Vlaamse Top 10)
- Ze zingt nanana (1973)
- Daar gaat ze (1974, Nr. 7 in de Vlaamse Top 10)
- Zaterdagavond (1975, Nr. 6 in de Vlaamse Top 10)
- Hé Tony (1975)
- Brussel (1976, Nr. 9 in de Vlaamse Top 10)
- De bokser	(1977, Nr. 8 in de Vlaamse Top 10)
- Kom reik me je hand (1977, Nr. 10 in de Vlaamse Top 10)
- Als mijn gitaar me helpt (1978, Nr. 4 in de Vlaamse Top 10)
- In de Rue des Bouchers (1979, Nr. 1 in de Vlaamse Top 10)
- Vertel me geen verhaaltjes (1980, Nr. 5 in de Vlaamse Top 10)
- 'k Voel me goed[4] (1981, Nr. 3 in de Vlaamse Top 10)
- Twijfels (1982, Nr. 3 in de Vlaamse Top 10)
- 't Is amor, amor (1982, Nr. 10 in de Vlaamse Top 10)
- Meneer Middelmaat (1983, Nr. 5 in de Vlaamse Top 10)
- Ik wil zo graag de wereld zien... (1985, Nr. 2 in de Vlaamse Top 10)
- Mooie dagen (1986, Nr. 3 in de Vlaamse Top 10)
- Zeiler ver van huis (1987, Nr. 4 in de Vlaamse Top 10)
- Tango van Malando (1987, Nr. 4 in de Vlaamse Top 10)
- Paulien (1988, Nr. 1 in de Vlaamse Top 10)
- Reizigers voor Amsterdam (1988, Nr. 8 in de Vlaamse Top 10)
- Zingen tot morgenvroeg (1988)
- Vertel me (1989, Nr. 8 in de Vlaamse Top 10)
- Iets om in te geloven (1989)
- Fatima (1990)
- Volle maan (1991)
- Ik wil gelukkig zijn (1991)
- Mambo king (1992)
- Nooit meer weg (1992)
- Cinemalief / Cinema, cinema (1993, voor het Internationaal filmfestival van Vlaanderen-Gent)
- De musette (1993)
- De optimist (1994)
- Ooit (1994, Nr. 10 in de Vlaamse Top 10)
- Nooit meer terug (1995)
- Het geheim van de wielrennerij (1995, ter gelegenheid van de 50ste editie van Omloop Het Volk)
- Rosie (1996)
- On a déjà donné (1996)
- Café der blije harten (1996)
- Met z'n twee (1996, met Marka)
- De zomer (1999)
- 13 stielen (2001)
- De hemel nabij (2003)
- En avant la muzik! (2012)
- Een vriend zien huilen (2014, met Amaranthe)
- Daar gaat ze (2014, met Jody's Singers)
- Tussen een glimlach en een traan (2016)
- Lampedusa	(2016)
- Het meisje aan de balie heette Lente (2016)
- Is er een dokter?	(2016)
- Alle dromen zijn van ons (2016)
- Gewoon een lentedag (2019)
- Ik weet het niet (2019)
- Een eiland vol eenzaamheid (2020, met Lieven Coppieters)
- Je wordt ouder papa (2021, met Peter Koelewijn)
- Laat me nu toch niet alleen (2021, met Peter Koelewijn)

### Albums
- Johan Verminnen (1970)
- Johan Verminnen (1972)
- Stille momenten (1974)
- Elle chante na na na (1974)
- Johan Verminnen (1975)
- Verminnen verzameld (1975, verzamelalbum)
- Stilte als refrein (1976)
- Live (1977, livealbum)
- Als mijn gitaar me helpt (1978)
- Je ne suis pas un flamand rose (1978)
- 'k voel me goed (1981)
- Tweemaal woordwaarde (1983)
- Singles [1970-1983] (1983, verzamelalbum)
- Melancholie (1984)
- Traag is mooi (1986)
- Le cœur content (1987)
- Gezongen landschap (1988)
- Mooie dagen - 20 jaar liedjes (1989, verzamelalbum)
- Volle maan (1990)
- De single collectie (1992, verzamelalbum)
- Zeven levens (1992)
- Alles leeft (1994, livealbum)
- Het overzicht 1970-1985 (1994, verzamelalbum)
- Suiker en zout (1996)
- Marin d'eau douce (1998)
- Het beste van Johan Verminnen (1999, verzamelalbum)
- Vroeger en later (1999)
- Luistervinken (2001)
- Swingen tot morgenvroeg (2001)
- Luistervinken 2 (2003)
- Tegenlicht (2003)
- Hartklop (2005)
- Master serie (2005, verzamelalbum)
- Over mensen, boten en steden (2007)
- Van Brussel naar de wereld (2007)
- Solozeiler (2009)
- 60: 60 jaar - 60 liedjes (2010, verzamelalbum)
- Verminnen verzameld (2012, verzamelalbum)
- De eerste jaren (1970-1986) (2012, verzamelalbum)
- Alle 40 goed (2013, verzamelalbum)
- Stemmen (2014)
- Tussen een glimlach en een traan (2016)
- Plankenkoorts - Live 2017 (2017, livealbum)
- En daarna ga ik vissen (2019)
- 70 (2021, verzamelalbum)